# Xadrez Bauhaus
Xadrez Bauhaus é um conjunto de peças de xadrez criado pelo designer Josef Hartwig em 1923. Como o nome indica, o desenho das peças procura aplicar a filosofia da Escola Bauhaus, mostrando em traços sóbrios a funcionalidade e os movimentos de cada uma.
O desenho alcançou considerável reconhecimento, e reproduções do tabuleiro são até hoje comercializadas por vários fabricantes.